# Mesitornis
Genre
Mesitornis est un genre d'oiseaux de la famille des Mesitornithidae.

## Liste d'espèces

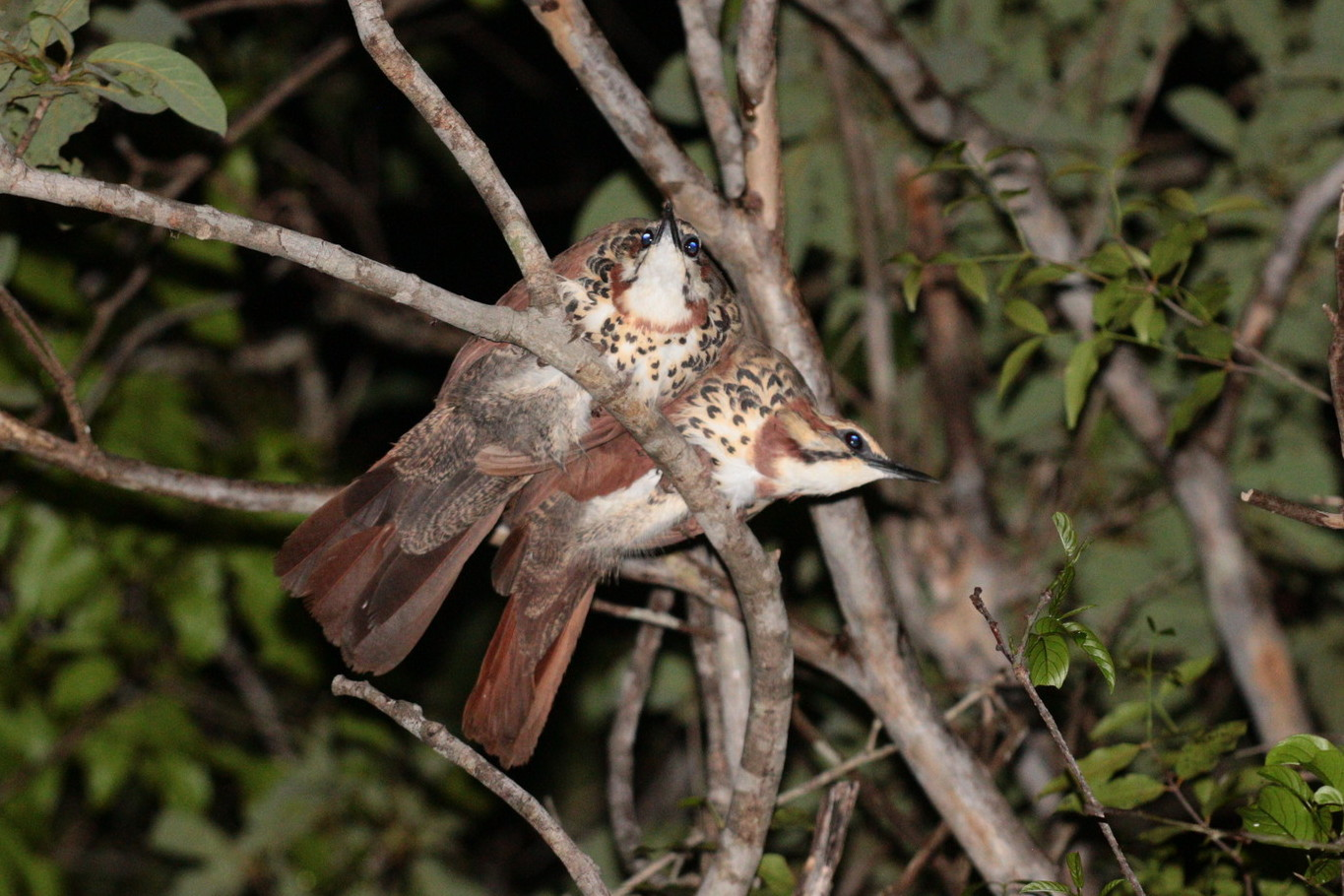
Mesitornis variegatus à poitrine blanche.

Selon la classification de référence du Congrès ornithologique international (version 2.8, 2011) :
- Mesitornis variegatus à poitrine blanche.Mesitornis variegatus (I. Geoffroy Saint-Hilaire, 1838) – Mésite variée

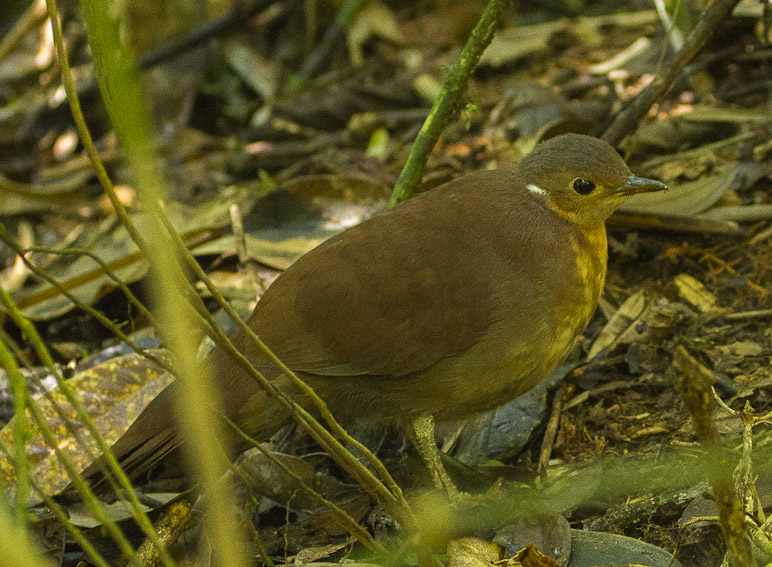
Mésite brune - Ranomafana - Madagascar

- Mésite brune - Ranomafana - Madagascar Mesitornis unicolor (Des Murs, 1845) – Mésite unicolore

## Répartition
Les espèces de ce genre sont endémiques de Madagascar.